# Voyages (film)
Pour les articles homonymes, voir Voyage (homonymie).
Pour plus de détails, voir Fiche technique et Distribution.
Voyages est un film français réalisé par Emmanuel Finkiel, sorti en 1999. Il a d'abord été présenté lors du Festival de Cannes avant d'être distribué en salles.

## Synopsis
En 1995, lors d'un voyage organisé pour un groupe d'Ashkénazes, le bus dans lequel se trouve Riwka tombe en panne entre Varsovie et Auschwitz. Les souvenirs, en particulier de Belleville, animent les conversations. Les plaisanteries et les vives discussions en yiddish fusent mais Riwka reste à l'écart. Elle se souvient de ses parents et de sa sœur, morts en déportation. Après une dispute avec son mari, durant laquelle elle affirme vouloir le quitter et s'installer à Paris chez sa sœur, elle s'endort jusqu'à l'arrivée au camp d'Auschwitz, restant alors dans le bus quand tous les autres sont sortis.
Quelque temps plus tard, à Paris, Régine Landsman, grand-mère de soixante-cinq ans, assiste à la projection d'un film tourné durant ce voyage. Née sous le nom de Rivke Graneck, elle est contactée par un homme qui appelle de Wilno et qui prétend être son père, pourtant victime de la rafle du Vel d'Hiv et officiellement mort dans un camp nazi. Après l'émotion des retrouvailles, Régine cède au doute. Elle comprend finalement que cet homme s'est trompé à cause d'une homonymie et, malgré la déception et le malaise, elle lui promet de l'aider à retrouver sa fille.
Plus tard encore, Véra Gronsztaijn, une veuve de Moscou qui a perdu toute sa famille à l'exception d'une cousine installée à Tel Aviv, accomplit son « Alya ». Elle se découvre étrangère dans son nouveau pays mais elle estime qu'« au moins, ici, on ne dérange personne ». Elle rencontre par hasard Riwka, qui est finalement revenue à Tel Aviv, continuant d'y vivre avec son mari. Riwka aide Véra à se repérer, la veuve ayant pris un bus dans le mauvais sens, et l'invite à se reposer chez elle. Une fois que Véra est repartie, Riwka reçoit un appel depuis Paris. Il s'agit d'un homme portant le même nom qu'elle : Graneck.

## Fiche technique
- Titre : Voyages
- Réalisation : Emmanuel Finkiel
- Scénario : Emmanuel Finkiel
- Montage : Emmanuelle Castro
- Son : Pierre Gamet, Jean-Claude Laureux
- Société de production : Les Films du Poisson
- Pays d'origine :  France,  Pologne,  Belgique
- Langues originales : français, yiddish, polonais, hébreu, russe, anglais
- Format : couleurs
- Genre : drame
- Durée : 111 minutes
- Dates de sortie :
  - France : 22 septembre 1999
  - Canada : 14 juillet 2000

## Distribution
- Shulamit Adar : Rivka
- Liliane Rovère : Régine
- Esther Gorintin : Vera
- Nathan Cogan : Graneck
- Mosko Alkalai : Shimon
- Maurice Chevit : Mendelbaum
- Michaël Shillo : Monsieur Katz
- Abraham Leber : M. Zalcberg
- Alain Zylbering : Max
- Patrick Lizana : Henri
- Magdelena Czartoryjska : le Guide
- Reuven Shefer : Lev
- Avrom Perel : Millo
- Eva Judkiewiecz : Mme Zalcberg
- Paula Levy : Mme Sonia
- Max Tzwangue : le rabbin

## Distinctions
- 1999 : Sélection lors du Festival de Cannes 1999 à la Quinzaine des Réalisateurs
- 1999 : Prix Louis-Delluc du premier film
- 1999 : Prix des auditeurs du film français du Masque et la Plume de France Inter
- 2000 : César du meilleur premier film et César du meilleur montage